# Jozo Vrkić
Jozo Vrkić (Naklice, Poljica, 1941. – Zagreb, 26. rujna 2013.) je bio hrvatski književnik. 

## Životopisi
Rodio se je u Naklicama kod Tugara, u poljičkom kraju. Studirao je u Zagrebu na Filozofskom fakultetu gdje je diplomirao komparativnu književnost i psihologiju. U Zagrebu je živio kao kao samostalni književnik. Napisao je romane za djecu, bavio se hrvatskom narodnom književnošću, napisao je knjige zagonetaka, pitalice iz prirode i prirodoslovlja, putopise, kratke priče i dr.
Bio je urednik Poljičkog zbornika.
Četrdesetak godina objavljivao je napise o prirodnim čudesima, najviše na Obrazovnome programu Radio-Zagreba te u listu za mlade Modra lasta. Javio se još televizijskim scenarijima za dokumentarne filmove o velebitskim pastirićima i djeci na jadranskim svjetionicima, suautor je televizijske serije o životu na našim pučinskim svjetionicima, a izvedena mu je i kazališna predstava Vražja družba. U njegovu opusu od dvadesetak knjiga posebno se ističe putopisna knjiga Ljuti puti, a dosad su tri njegova putopisa nagrađena te ih se nekoliko našlo u različitim antologijama. 

## Djela
- Skučenost, pripovijetke, 1968.
- Ptice ne šute, roman za djecu (1976.)
- Ljuti puti, putopisi, 1982.
- Bijeli svijet, roman za djecu, 1990.
- Brazde na licu, 1994.
- Šapat, novele, 1996.
- Božji smijeh, humoreske, 1997.
- Rastava, drame, 1997.
- Poratnik, eseji i prosudbe, 1998.
- Jedina, pripovijest, 1999. (suautor Vaclav Anderle)
- knjiga zagonetaka iz prirode "Mudra sova" (2001.)
- knjiga pitalica iz prirode "Mudra sova" (2002.)
- knjiga zagonetaka iz prirodoslovlja "Mudra sova" (2003.)
- I u Sibiru žive ljudi: putovanje Čehovljevim putopisima, 2003.
- Strah od sjene: mrvice iz dnevnika 1971. – 2001. ; dnevnički dodatak - novele u pismima koja otvaraju i zbog kojih zatvaraju, 2007.
- Modre oči Lijepe naše, putopisi, 2010.

Napisao je dvadesetak radiodrama i radiokomedija.
Izabrao je i obradio:
- "Hrvatske bajke" (1997.)
- "Vražja sružba", hrvatske mitske predaje
- "Hrvatske smješice i druge šaljive narodne priče" (2005.)
- "Vuk i janje", hrvatske basne i priče o životinjama (2005.)
- "Mačkova družina", hrvatske šaljive narodne priče (2005.)

## Nagrade i priznanja
- Nagrada Dubravko Horvatić, 2010., za prozu, za tekst Gospe iz Tugara, objavljen 13. kolovoza u Hrvatskom slovu[4]

## Vanjske poveznice
- DNEVNIK Jozo Vrkić: Tajna modrog cvijeta , Hrvatsko slovo, 8. – 14. XI.